# بخش راجوری
بخش راجوری (به انگلیسی: Rajouri district) یک بخش در هند است که در جامو و کشمیر واقع شده‌است. بخش راجوری ۲٬۶۳۰ کیلومتر مربع مساحت و ۶۱۹٬۲۶۶ نفر جمعیت دارد.